# قبة باز
قبة باز (بالفارسية: گنبد باز) هي قبة تاريخية تعود إلى السلالة الصفوية، وتقع في نطنز.